# Епархија за Аустралију и Нови Зеланд
Епархија за Аустралију и Нови Зеланд је некадашња епархија Митрополије новограчаничке под јурисдикцијом Српске православне цркве.
Сједиште епархије се налазило у манастиру Нови Каленић код Канбере.

## Историја

### Раскол
Након доношења одлука Светог архијерејског сабора у мају 1963. и марту 1964, које су се тицале епископа америчко-канадског Дионисија Миливојевића, дошло је до изјашњавања за и против Српске патријаршије у Београду и до прилажења већине црквено-школских општина у Аустралији рашчињеном епископу Дионисију. Затим, октобра 1964. на аустралијски континент је дошао рашчињени Дионисије с главним задатком да своје присталице охрабри и оснује нову епархију. Свештеник Славко Нићетин је тим поводом сазвао Црквено-народни сабор, који је одржан 31. октобра 1964. године. На Сабору су учествовали рашчињени епископ Дионисије (предсједник), архимандрит Димитрије Балаћ, три свештеника и 47 делегата који су представљали 14 црквено-школских општина и 25 националних организација. Најприје се гласало о називу епархије у Аустралији. Већином гласова Сабор је одлучио да се назове Слободна српска православна црква — Епархија за Аустралију и Нови Зеланд.
На предлог Дионисија Црквено-народни сабор је донио и одлуку о избору архимандрита Димитрија Балаћа за епископа новоосноване епархије. Међутим, Дионисије је наглашавао да до хиротоније није могло доћи брзо, тако да је он управљао пословима епархије. На истом Сабору, као основни правни акт новоосноване Епархије за Аустралију и Нови Зеланд усвојен је Устав Америчко-канадске епархије.
Изабрани епископ Димитрије Балаћ је рукоположен 13. новембра 1966. и стигао је у Аустралију 26. децембра 1966. Његовим рјешењем Е. бр. 26 од 8. фебруара 1967, на основу Устава Слободне српске православне цркве — Епархије за Аустралију и Нови Зеланд, образован је епархијски Црквени суд. Црквени суд Америчко-канадске епархије сматрао се вишим црквеним судом. На Петом Црквено-народном сабору одржаном крајем децембра 1976. на предлог Димитрија за његовог викара је изабран архимандрит Петар Банкеровић, који је од 1979. до 1988. био епархијски архијереј. Током 1980. године купљено је имање за манастир Светог Саве код Канбере, које је освећено 25. јануара 1981. Одлуком заједничке сједнице Епархијског пленума и Савјета од 26. јануара 1981. сједиште Епархије за Аустралију и Нови Зеланд је премјештено из Кабрамате у манастир Светог Саве.

### Јединство
Прије 1992. Српска православна црква у Аустралији и Новом Зеланду је била раздвојена на двије засебне епархије: Епархију за Аустралију и Нови Зеланд (којом је у почетку администрирао митрополит Новограчаничке митрополије са сједиштем у манастиру Нова Грачаница у Илиноису, а потом епископ са сједиштем у манастиру Светог Саве код Канбере) и Епархију аустралијско-новозеландску (која се непосредно налазила у саставу Српске православне цркве и чији је епископ имао сједиште у манастиру Светог Саве код Илејна у Викторији).
Године 1992. након помирења Српске православне цркве и Новограчаничке митрополије (тзв. Слободне српске православне цркве) престале су да постоје двије преклапајуће јурисдикције у виду два епископа, у Илејну и Канбери. Године 2000. епископ Никанор (Богуновић) је постао јединствени епископ Српске православне цркве у Аустралији и Новом Зеланду бивајући именован за епископа администратора Епархије за Аустралију и Нови Зеланд Митрополије новограчаничке и за епископа Епархије аустралијско-новозеландске. Године 2003. наслиједио га је епископ Милутин (Кнежевић). Године 2006, након његовог постављења за епископа ваљевског, за новог епископа је изабран Иринеј (Добријевић).
Епархија за Аустралију и Нови Зеланд Митрополије новограчаничке је престала постојати 2011. након њеног сједињавања са Епархијом аустралијско-новозеландском у нову јединствену Митрополију аустралијско-новозеландску.

## Епископи
Епископи за Аустралију и Нови Зеланд (у периоду раздвојености):
- рашчињени епископ америчко-канадски Дионисије Миливојевић (1963—1966), администратор;
- епископ за Аустралију и Нови Зеланд Димитрије Балаћ (1966—1978);
- епископ за Аустралију и Нови Зеланд Петар Банкеровић (1979—1988);
- епископ за Аустралију и Нови Зеланд Василије Веиновић (1991—1994);
- епископ за Аустралију и Нови Зеланд Сава Јурић (1994—1999).

Епископи администратори Епархије за Аустралију и Нови Зеланд и епископи аустралијско-новозеландски:
- епископ Иринеј Ковачевић (1988—1991);
- епископ Никанор Богуновић (1999—2003);
- епископ Милутин Кнежевић (2003—2006);
- епископ Иринеј Добријевић (2006—2011).